# Гардинер, Джейк
Джейк Га́рдинер (англ. Jake Gardiner; 4 июля 1990, Миннеаполис, США) — американский хоккеист, защитник клуба НХЛ «Каролина Харрикейнз».

## Игровая карьера
На драфте НХЛ 2008 года был выбран в 1 раунде под общим 17 номером командой «Анахайм Дакс».
9 февраля 2011 года был обменян в «Торонто» вместе с Джоффри Лупулом на защитника Франсуа Бошемена. 15 марта 2011 года подписал с клубом контракт новичка.
29 июля 2014 года Гардинер подписал с «Торонто» новый контракт, рассчитанный на пять лет и общую сумму $ 20,25 млн. В сезоне 2016/17 набрал 43 очка и впервые стал лучшим бомбардиром среди защитников в команде. Также стал лучшим в команде по показателю полезности, заработав +24, что на 14 пунктов лучше Романа Полака (+10), занявшего 2 место. В следующем сезоне разделил 1 место среди защитников «Торонто» с Морганом Райлли – оба набрали 52 очка.

### В сборной
Джейк Гардинер был в заявке сборной США на чемпионате мира 2011 года, но в играх участия не принимал. Также он был в предварительном списке участников Олимпиады в Сочи, но в окончательном варианте состава его фамилии не оказалось. Дебютировал за сборную США на чемпионате мира 2014 года, а в следующем году в Чехии завоевал бронзовые награды.

## Статистика
| Легенда | Легенда                    | Легенда | Легенда                   | Легенда | Легенда    |
| ------- | -------------------------- | ------- | ------------------------- | ------- | ---------- |
| И       | Количество проведённых игр | Штр     | Штрафное время            | +/−     | Плюс-минус |
| Г       | Голы                       | П       | Голевые передачи          | О       | Очки       |
| -       | Статистика неизвестна      | —       | Статистика не учитывалась |         |            |